# Maria Benedita Bormann
Maria Benedita Câmara Bormann (25 de noviembre de 1853 - julio de 1895) fue una escritora brasileña que publicó novelas feministas y otras obras bajo el seudónimo Délia.

## Biografía
Bormann nació en 1853 en Porto Alegre, Río Grande del Sur En 1863, se mudó con su familia a Río de Janeiro, entonces capital del Imperio brasileño.
Escribió y dibujó prolíficamente desde su juventud, pero destruyó todo el trabajo que no deseaba que se publicara.

## Carrera profesional
En 1881, se unió públicamente a la lucha feminista en Brasil al publicar su primera novela, Magdalena, en el periódico O Sorriso. Desde entonces hasta 1895, sus escritos se publicaron en periódicos de Río de Janeiro de amplia circulación, como Gazeta de Tarde, Gazeta de Notícias y O Paiz. Su trabajo publicado incluyó ensayos, cuentos y novelas por entregas. Para escribir utilizó el seudónimo de Délia, en alusión a la diosa griega Artemisa (cuyo lugar de nacimiento se decía fue la isla de Delos),  o también a la antigua romana Delia mencionada en los poemas de amor de Tibullus.
Sus novelas incluyen Magdalena (1881), Uma Vítima (1883), Duas irmãs (1884), Aurélia (1883), Lésbia (1890), y Celeste (1894). Sus obras presentan temas controvertidos que no se habían visto antes en la ficción brasileña y que se consideraban inapropiados para que las mujeres discutieran, incluida la sexualidad femenina, imágenes del cuerpo femenino y conflictos entre madres e hijas. Sus protagonistas suelen ser mujeres intelectualmente activas y sensualmente conscientes que intentan superar la opresión de las estructuras sociales patriarcales, especialmente las relacionadas con la familia y la vida doméstica.

## Obras
- Magdalena (1881)
- Aurelia (1883)
- Uma Vítima ( 1883)
- Duas irmas (1884)
- Lésbia ( 1890)
- Celeste ( 1893)
- Angelina ( 1894)